# Hauterive-la-Fresse
Hauterive-la-Fresse é uma comuna francesa na região administrativa de Borgonha-Franco-Condado, no departamento de Doubs. Estende-se por uma área de 7,46 km². Em 2010 a comuna tinha 233 habitantes (densidade: 31,2 hab./km²).